# Volume 2
Volume 2 är ett soundtrack till filmen CKY Landspeed

## Låtar

### Disc 1
1. "Santa's Coming"
2. "Foolin'"
3. "Bon Jovi"
4. "Football Trivia: Who Was It?"
5. "Shippensburg"
6. "Intermission"
7. "Football Trivia: A True Legend"
8. "Rio Bravo (Demo)"
9. "Genesis 12a (Instrumental)"
10. "Fat Fuck"
11. "Testing"
12. "Chad's In Hi-Fi"
13. "Kerry Getz"
14. "Eye Of The Tiger"
15. "Step To CKY"
16. "Drunken Freestyle"
17. "Chinese Freestyle"
18. "Jamie's Message"
19. "Arto/Rowley Part"
20. "Lynyrd Skynyrd"
21. "Shitty Christmas"
22. "Barbara Jean's Ass... (A Christmas Song)"
23. "The 12 Days Of Christmas"
24. "Whiter Trash"
25. "Dropped"
26. "Knee Deep (Demo)"
27. "This Is Me Shitting"
28. "Foreign Objects #10"
29. "Disengage the Simulator (Demo)"
30. "To All Of You (Static Mix)"
31. "The Human Drive In Hi-Fi/Ass Viking/Disengage (Soft Funk Remix)"

### Disc 2
1. "Ballsack"
2. "Dog Fence"
3. "Ass Voice"
4. "Shut Up For A Second"
5. "Hans"
6. "Flooded Basement"
7. "Rent-A-Tent"
8. "Order"
9. "Nooo!"
10. "Photo"
11. "Sloppy"
12. "Steve's Dog"
13. "QVC"
14. "Shitbar"
15. "Bonnie"
16. "Star 69"
17. "Open The Gate!"
18. "Cocksucker..."
19. "Centerstarship"
20. "GI Joe"
21. "Fingers"
22. "Fe-Fi-Fo"
23. "Cap'n Crunch"
24. "Dunkin Donuts I"
25. "Dunkin Donuts II"
26. "Dunkin Donuts III"
27. "Kung-Fu"
28. "Echo"
29. "Slip It In You"
30. "Rambo"
31. "Eagles Tickets"
32. "Vacuum"
33. "Celebrity"
34. "Tung"